# Helen Rowland
Helen May Rowland (1875 – 1950) è stata una giornalista e umorista statunitense.
Per molti anni curò una rubrica sul New York World intitolata "Riflessioni di una single". Da queste colonne furono estrapolate le sue intuizioni e battute più riuscite per essere pubblicate in tre libri: Reflections of a Bachelor Girl (1909), The Rubáiyát of a Bachelor (1915) e A Guide to Men (1922).

## Omonimi
Viene spesso confusa con la cantante e attrice Helen Rowland, che in seguito fu rinominata professionalmente come Helene Daniels. Nata come Helen Hannah Rubin (28 settembre 1908, Bronx, New York - 15 ottobre 1992, New York), iniziò la sua carriera nel 1927 in qualità interprete di vaudeville, accanto a "Muriel Malone" (1910/1911 - 1980, Greenville, Carolina del Sud ), nativa dell'Ohio, come duo "Rubin and Malone", e cantò alla radio e in registrazioni durante gli anni trenta e all'inizio degli anni quaranta.  Un'altra sua omonima è un'attrice bambina di film muti, spesso accreditata come "Baby Helen Rowland", e brevemente come "Baby Helen Lee" (durante la sua seconda apparizione cinematografica), per distinguerla sia dalla giornalista che dalla cantante.

## Libri
- - Reflections of a Bachelor (1903)
  - A Book of Conversations: The Digressions of Polly (1905) 
  - The Widow (1908)
  - Reflections of a Bachelor Girl (1909)
  - The sayings of Mrs. Solomon: Being the confessions of the seven hundredth wife as revealed to Helen Rowland (1913)
  - The Rubaiyat of a Bachelor (1915)
  - A Guide To Men: Being Encore Reflections of a Bachelor Girl (1922) A Guide to Men, Project Gutenberg
  - If, A Chant for Wives also The White Woman's Burden (1927)
  - This Married Life (1927)